# Mein Teil
«Mein Teil» (с нем. — «Часть меня») — четырнадцатый сингл группы Rammstein. В основу клипа была положена история Армина Майвеса, который в 2001 году убил и съел Юргена Брандеса с его добровольного согласия. Песня была номинирована на премию Грэмми в категории «Best metal song» в 2006 году.

## Видеоклип
Съёмки клипа проходили второго и третьего июня 2004 года в Берлине. В первый день снимали в павильонах, где каждый участник группы делал перед камерой то, что он считал наиболее уместным делать под музыку этой песни. Во второй день съёмки проходили на открытом воздухе, и снимали, как Кристоф Шнайдер (ударник) ведёт на поводке остальных участников группы. Режиссёром клипа выступил Зоран Бихач, который также был режиссёром клипа «Links 2-3-4».
Существует две версии клипа — с цензурой и без. В версию с цензурой не вошла сцена с «ангельским минетом». Видеоклип начинается со слов: Suche gut gebauten 18- bis 30-Jährigen zum Schlachten — Der Metzgermeister, — которые являются сообщением мясника (голос Оливера Риделя). В альбоме эти слова отсутствуют.
Особенностью клипа является то, что ни один из участников не знал о задумке режиссёра. Каждому члену группы Rammstein сказали только поверхностно, что надо делать. Самостоятельно участники группы придумали себе образ (каждый свой), и перед камерой они играли чисто импровизационно, тем самым «вкладывая» свой характер и свою часть в клип. По словам Оливера Риделя они нарисовали больной мир каннибала.

## Живое исполнение
Впервые песня была представлена в октябре 2004 года. Исполнялась на каждом концерте тура Reise, Reise, вернулась во время южно-американского тура Liebe ist für alle da, затем не игралась на концертах в Канаде и США, поскольку там снималось DVD-видео, потом игралась выборочно на концертах фестиваля Big Day Out в Австралии и Новой Зеландии и на двух концертах в Южной Африке. Исполнялась на каждом концерте тура Made in Germany. Вернулась на новогодних концертах в Мексике в 2018 году, заменив «Ich tu dir weh». Исполняется в ходе Europe Stadium Tour. Во время исполнения песни вокалист Тилль Линдеманн в поварском колпаке, грязном фартуке и с окровавленным ртом выкатывает на сцену котёл, в котором находится клавишник группы Флаке. Микрофон стилизован под разделочный нож. Исполняя песню, вокалист стреляет потоком пламени из огнемёта под котёл, символизируя «приготовление» человека.

## Список композиций
CD Maxi
1. Mein Teil — 4:23
2. Mein Teil (You Are What You Eat Edit, Remix by the Pet Shop Boys) — 4:07
3. Mein Teil (Return to New York Buffet Mix, Remix by Arthur Baker) — 7:22
4. Mein Teil (There Are No Guitars on This Mix, Remix by the Pet Shop Boys) — 7:20

CD Single
1. Mein Teil — 4:23
2. Mein Teil (You Are What You Eat Edit, Remix by the Pet Shop Boys) — 4:07

2 x 12" vinyl (лимитированное издание в 1000 копий)
1. Mein Teil (You Are What You Eat Mix, Remix by the Pet Shop Boys) — 6:45
2. Mein Teil (You Are What You Eat Instrumental Mix, Remix by the Pet Shop Boys) — 7:00
3. Mein Teil (The Return to New York Buffet Mix, Remix by Arthur Baker) — 7:22
4. Mein Teil (The Return to New York Buffet Instrumental Mix, Remix by Arthur Baker) — 7:23

## Участники записи
- Тилль Линдеманн — вокал
- Рихард Круспе — соло-гитара, бэк-вокал
- Пауль Ландерс — ритм-гитара, бэк-вокал
- Оливер Ридель — бас-гитара, вокал (intro песни)
- Кристоф Шнайдер — ударные
- Кристиан Лоренц — синтезатор

## Чарты
| Чарт (2004)                              | Позиция |
| ---------------------------------------- | ------- |
| Australia (ARIA)                         | 69      |
| Austria (Ö3 Austria Top 40)              | 6       |
| Denmark (Tracklisten)                    | 6       |
| Finland (Suomen virallinen lista)        | 2       |
| France (SNEP)                            | 28      |
| Germany (Media Control AG)               | 2       |
| Spain (PROMUSICAE)                       | 1       |
| Sweden (Sverigetopplistan)               | 8       |
| Switzerland (Schweizer Hitparade)        | 11      |
| UK Rock (The Official Charts Company)    | 1       |
| UK Singles (The Official Charts Company) | 61      |